# Лазы (Краковский повет)
Ла́зы (пол. Łazy) — село в Польше в сельской гмине Ежмановице-Пшегиня Краковского повета Малопольского воеводства.

## География
Село располагается в 5 км от административного центра гмины села Ежмановице и в 20 км от административного центра воеводства города Краков.
Село состоит из частей с собственными наименованиями: Герот, Бабья-Гура, Лазня, Копанины, Лазы-Явор, Мендзыгуже, Подзапусты, Пшецувки, Камык, Старе-Лазы и Конты..

## История
Первые документированные свидетельства о селе относятся к 1406 году. В 1564 году в селе была корчма. В середине XVII века около села был основан фольварк с усадьбой, который со временем стал центром села. В 70-е годы XX столетия усадьба была разобрана.
В 1975—1998 годах село входило в состав Краковского воеводства.

## Население
По состоянию на 2013 год в селе проживало 477 человек.
| 2010 | 2013 |
| ---- | ---- |
| 449  | 477  |

| Перепись  | Всего   | Всего | Женщины | Женщины | Мужчины | Мужчины |
| --------- | ------- | ----- | ------- | ------- | ------- | ------- |
| Единицы   | человек | %     | человек | %       | человек | %       |
| Население | 477     | 100   | 234     |         | 243     |         |

## Туризм
Село находится на пути велосипедного и пешего туристического маршрута через Олькушскую возвышенность, являющейся частью Краковско-Ченстоховской возвышенности. Вся территория села располагается в пределах ландшафтного парка «Долинки-Краковске». Село является остановочным пунктом на пути в Ойцовский национальный парк.
В непосредственной близости от села находятся следующие пещеры: «Нетопежовая пещера», «Вежоховско-Гурная пещера» и «Девичья пещера».
В селе находится туристическая база для ночлега, в состав которой входят горный приют, частный пансионат и различные торговые туристические предприятия.